# Рондония
Рондо̀ния (на португалски: Rondônia) е един от 26-те щата на Бразилия. Разположен е в северозападната част на страната. Столицата му е град Порто Вельо. Рондония е с обща площ от 237 576,16 км². и население 1 562 417 души (2006).

## Административно деление
Щатът е поделен на 2 региона, 8 микрорегиона и 52 общини.

## Население
1 562 417 (2006)
Урбанизация: 66,8% (2004)
Расов състав:
- мулати – 934 000 (53,8%)
- бели – 590 000 (37,0%)
- чернокожи – 114 000 (7,2%)
- азиатци и индианци – 35 000 (2,2%)